# Magnus Arvidsson
Magnus Arvidsson (ur. 20 lutego 1983 w Ramdala) – szwedzki lekkoatleta specjalizujący się w rzucie oszczepem.
Trzykrotny mistrz Szwecji w rzucie oszczepem (2006, 2007, 2008). Dziesiąty zawodnik mistrzostw Europy 2006 i mistrzostw świata 2007. Podczas Światowego Finału IAAF w 2007 zajął trzecie miejsce. W olimpijskim konkursie podczas Igrzysk XXIX Olimpiady zajął 11 miejsce z rezultatem 80,16 m. Rekord życiowy: 85,75 m (5 maja 2007, Osaka).
W 2011 ogłosił zakończenie kariery sportowej.